# Inch Island
L'isola di Inch (An Inse in gaelico irlandese) è un'isola situata nei pressi della costa della contea di Donegal, Irlanda.

## Geografia
L'isola, di circa 13 km² di superficie,  è collocata all'interno del Lough Swilly nei pressi dell'inizio della penisola di Inishowen e non lontano dalla cittadina di Burt. È collegata alla terraferma da una strada transitabile ai veicoli che corre su un terrapieno (causeway). La collina più alta dell'isola è alta 222 m.

### Demografia
La popolazione residente, che nel 1841 era di 978 persone, verso la fine del XX secolo è scesa sotto le 400 unità ma ha poi mostrato segni di ripresa.
La tabella che segue riporta dati sulla popolazione dell'isola tratti dal libro Discover the Islands of Ireland (Alex Ritsema, Collins Press, 1999) e dai censimenti irlandesi. I dati censuari in Irlanda prima del 1841 non sono considerati completi e/o sufficientemente affidabili.
| 1841 | 1851 | 1901 | 1951 | 1996 | 2002 | 2006 | 2011 |
| ---- | ---- | ---- | ---- | ---- | ---- | ---- | ---- |
| 978  | 769  | 462  | 414  | 397  | 438  | 438  | 448  |

## Edifici di rilievo

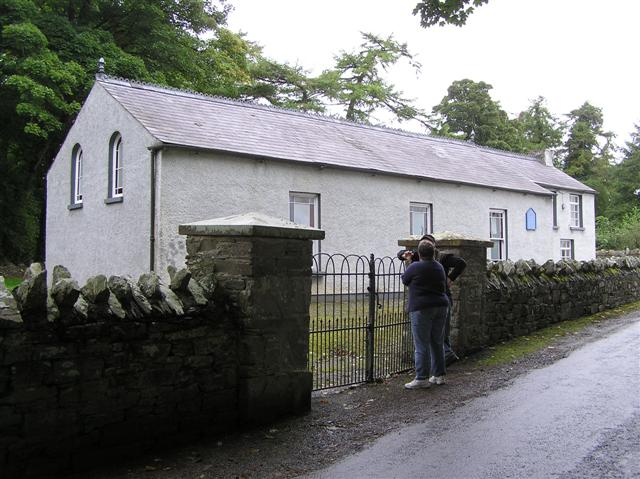
La piccola chiesa presbiteriana di Carnaghan.

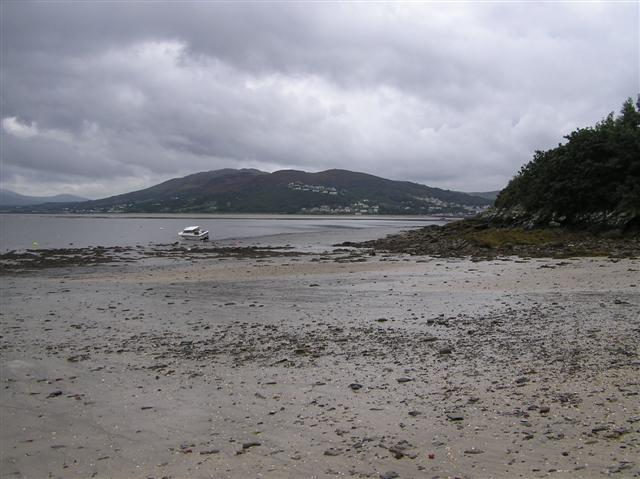
La spiaggia rivolta a ENE.

Le rovine di un dolmen con una vicina  tomba a camera, probabilmente costruite riutilizzando parti di una tomba più antica, sono visibili nei pressi di Carnaghan, nella parte sud-occidentale dell'isola.
Un castello del XV secolo si trova sulla scogliera che domina il Lough Swilly. La chiesa presbiteriana dell'isola è una delle più piccole di tutta l'area circostante (la comunità è costituita da sole 14 famiglie); la chiesa cattolica, intitolata a Nostra Signora di Lourdes, fu costruita nel 1932.

## Natura
Inch Island è un noto sito per il birdwatching ed è caratterizzata da importanti popolazioni di uccelli, sia migratori che stanziali. Tra le specie presenti si possono ricordare l'oca lombardella, il cigno e l'oca selvatica.